# Igreja de São Pedro em Alcântara

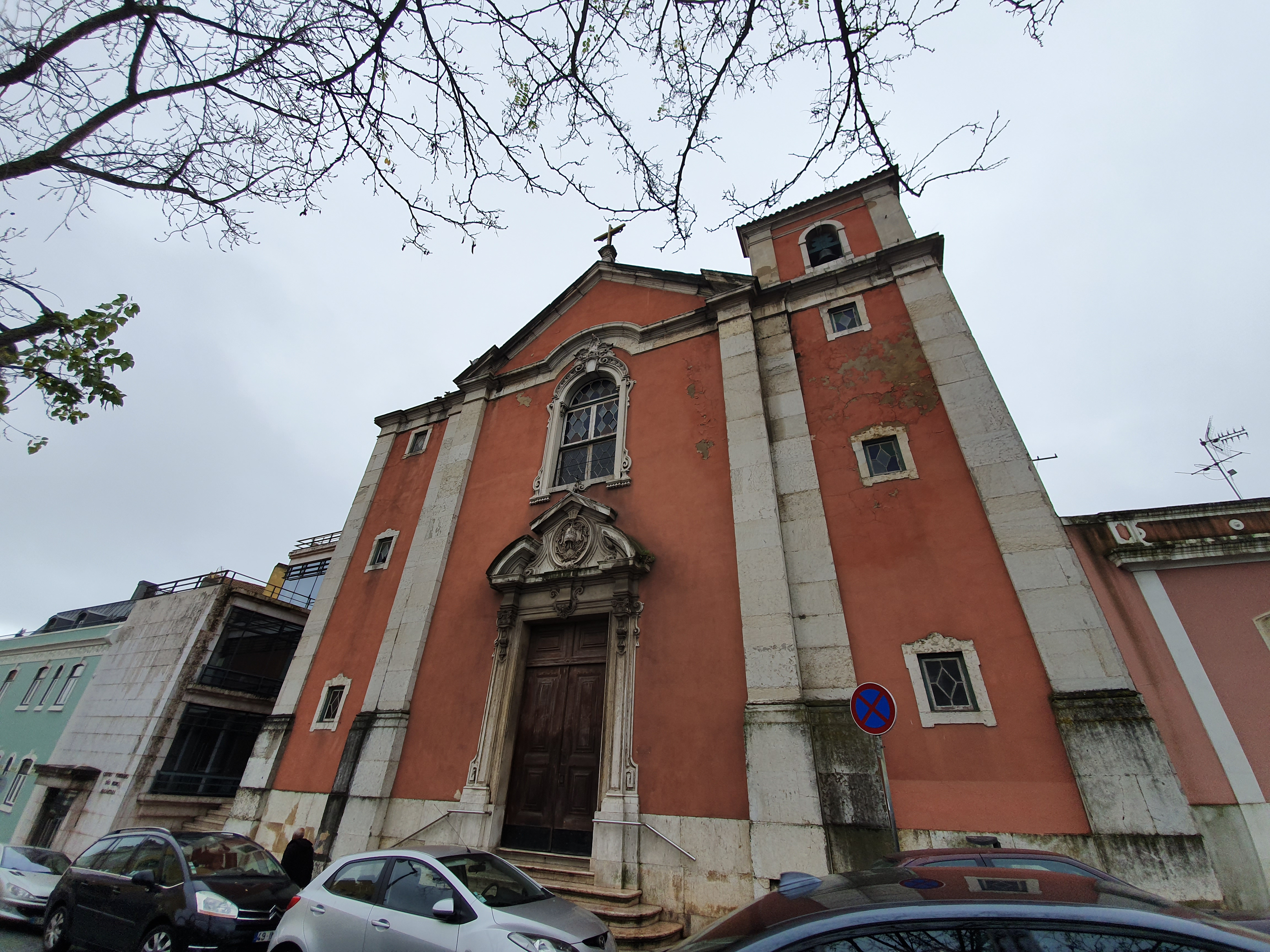
Igreja de São Pedro, em Alcântara, Lisboa

A Igreja de São Pedro em Alcântara situa-se na freguesia portuguesa de Alcântara, no município de Lisboa, mais precisamente na Calçada da Tapada n.º 3 a 7 e na Rua Padre António Botelho, n.º 1.
Esta igreja paroquial tem traços semelhantes à Basílica da Estrela, embora de dimensões mais reduzida, tendo sido erigida em 1782.